# Can Pastilla
Can Pastilla ist ein Stadtteil von Palma auf Mallorca mit 5.390 Einwohnern (2011) und liegt an der Nordostseite der Badia de Palma (Bucht von Palma), nordwestlich des Strandes Platja de Palma. Unmittelbar nördlich von Can Pastilla befindet sich das Gelände des Flughafens Son Sant Joan. 

## Geschichte
Can Pastilla wurde in den Jahren 1920 bis 1925 als Vorortsiedlung der Stadt Palma erbaut. 1927 entstand die Pfarrkirche L’església parroquial de Sant Antoni.  
Bekannt ist der Ort heute vor allem bei Pauschaltouristen, die die Gegend zwischen den Balnearios 9 bis 15 bevölkern. Die eigentliche „Partyzone“ der Platja de Palma rund um den Balneario 6 liegt nicht im Gebiet von Can Pastilla, ist jedoch  schnell zu Fuß oder auch mit den Buslinien 35,21, 23, 25 und 52 erreichbar.

## Sehenswertes
- Palma Aquarium, Kombination aus Aquarium und Freizeit-/Erlebnispark